# Neomyro circe
Neomyro circe är en spindelart som beskrevs av Forster och Wilton 1973. Neomyro circe ingår i släktet Neomyro och familjen Desidae. Inga underarter finns listade i Catalogue of Life.